# Cisco Webex
Cisco Webex è una società americana che sviluppa e commercializza applicazioni di webinar e di teleconferenza. Ha sede a Milpitas, in California.
Tra i prodotti software noti vi sono Webex Meetings, Webex Teams, Training Center, Event Center, Support Center, Sales Center, MeetMeNow, PCNow, Webex AIM Pro Business Edition, Webex WebOffice e WebEx Connect.
Nel 2007, Webex è entrata a far parte del gruppo Cisco Systems.

## Storia

Logo utilizzato da WebEx come società indipendente

WebEx fu fondata nel 1995 da Subrah Iyar e Min Zhu. Zhu conobbe Iyar, allora vicepresidente e direttore generale di Quarterdeck, quando Quarterdeck acquisì Future Labs nel 1996. Iyar divenne presidente di Future Labs, che era diventata una sussidiaria di Quarterdeck, e nello stesso anno Iyar e Zhu proseguirono nel progetto WebEx.
Eric Yuan è stato uno dei primi ingegneri di WebEx. Dopo l'esperienza in WebEx, fondò Zoom Video Communications nel 2011, della quale Subrah Iyar fu uno dei primi investitori e consulenti.
Nel 2012, Subrah Iyar ha co-fondato Moxtra Inc. con Stanley Huang, uno dei primi ingegneri di WebEx.

### Titoli
Prima dell'acquisto da parte di Cisco, WebEx era presente nel NASDAQ Global Select Market.

### Acquisizione da parte di Cisco
Il 15 marzo 2007, Cisco Systems formalizzò un'offerta di acquisto verso WebEx, dichiarando di offrire $ 57 per azione. L'accordo valutò WebEx a circa $ 3,2 miliardi, ovvero $ 2,9 miliardi con le riserve di liquidità di WebEx considerate nel prezzo. Il maggiore azionista di WebEx era Jan Baan con il 9% delle azioni in circolazione. In un comunicato stampa Cisco ha dichiarato che WebEx "entrerà a far parte dell'organizzazione di sviluppo di Cisco mantenendo il suo modello di business unico". Cisco ha anche affermato che il suo piano a lungo termine sarebbe stato quello di assorbire WebEx a livello sia tecnologico sia commerciale.
A differenza di WiZiQ o Moodle, WebEx non è una piattaforma gratuita e le tariffe sono pagate per "host" di una classe o di una riunione. Alcune organizzazioni, tuttavia, hanno iniziato a integrare WebEx con Moodle.

## Servizi
Al momento dell'acquisizione da parte di Cisco, tutte le applicazioni WebEx erano costruite sulla piattaforma MediaTone e supportate dalla rete WebEx MediaTone (originariamente chiamata WebEx interactive network), una rete globale destinata all'uso con programmi on-demand. La rete è stata progettata da Shaun Bryant, Chief Network Architect di WebEx e Zaid Ali Sr, Architetto di Rete, per essere una delle prime piattaforme SaaS su internet.
Nel 2005 l'azienda acquisì Intranets.com, ottenendo l'accesso al mercato delle piccole e medie imprese grazie alla base di clienti della società acquisita aventi meno di 100 dipendenti. WebEx ha ottenuto così la possibilità di offrire strumenti di collaborazione online come forum di discussione, condivisione di documenti e calendario e nel contempo Intranets.com ha fornito ai suoi clienti l'accesso all'ambiente di comunicazione WebEx.
Il 21 febbraio 2006, AOL e WebEx annunciarono l'intenzione di lanciare una versione aziendale del software di messaggistica istantanea AOL, AIM Pro, con funzionalità aggiuntive per aiutare i lavoratori a collaborare utilizzando gli strumenti di conferenza offerti da WebEx.
Il 26 settembre 2006, l'azienda annunciò l'intenzione di offrire una piattaforma di collaborazione web "mashup" chiamata "WebEx Connect".
Il 17 novembre 2014, Cisco ha annunciato un'evoluzione di WebEx chiamata Project Squared, divenuta in seguito Cisco Spark.
Dal 5 agosto 2015 WebEx non supporta più Windows XP.
Il 18 aprile 2018, Cisco ha annunciato che Cisco Spark sarebbe stato integrato nella piattaforma Cisco Webex. In quella stessa data, Cisco ha rinominato in Webex tutto il suo catalogo di prodotti Spark, incluso lo Spark Room Kit - ora Webex Room Kit - e Spark Board - ora Webex Board.

## Controversie

### Indagine sulle frodi in titoli di Goldman Sachs
A seguito di un'indagine sulla frode in titoli avviata dalla Securities and Exchange Commission e da vari uffici del procuratore generale dello Stato, Goldman Sachs ha dovuto far fronte alle accuse di emissione di ricerche sleali, tra cui la copertura di WebEx e violazioni IPO per il periodo 1999-2001. Il management di WebEx avrebbe dettato agli analisti di Goldman Sachs ciò che la ricerca avrebbe e non avrebbe dovuto includere. WebEx sostenne che le informazioni della direzione erano accurate. Un'altra parte accusò Goldman Sachs di aver violato la legge sui titoli nella sua allocazione di azioni nell'offerta pubblica iniziale di WebEx.

### Causa a Raindance per violazione di brevetto
Il 27 settembre 2005, WebEx citò in giudizio il concorrente Raindance Communications, Inc. per violazione di brevetto. Il 14 ottobre 2005, Raindance intentò a sua volta una causa contro WebEx con la medesima motivazione. Entrambe le parti chiesero sia il risarcimento dei danni, sia un'ingiunzione per imporre ulteriori atti a sostengono della violazione. Il 31 marzo 2006, le parti hanno concordato il licenziamento di entrambe le azioni legali, i rilasci di reclami per violazione passata, i pagamenti associati a tali rilasci e le licenze incrociate ai rispettivi brevetti. L'accordo ha portato WebEx a ricevere 1 milione di dollari da Raindance.